# World Series by Nissan 2002
World Series by Nissan 2002 kördes över 18 race och vanns av brasilianen Ricardo Zonta.

## Slutställing
| P | Förare                 | Poäng |
| - | ---------------------- | ----- |
| 1 | Ricardo Zonta          | 270   |
| 2 | Franck Montagny        | 204   |
| 3 | Bas Leinders           | 184   |
| 4 | Justin Wilson          | 171   |
| 5 | Antonio García         | 82    |
| 6 | Jean-Christophe Ravier | 81    |